# Приговор
Пригово́р — процессуальный акт правосудия. Это решение суда (судьи) о виновности или невиновности подсудимого и назначении ему наказания, либо об освобождении его от наказания, вынесенное судом первой или апелляционной инстанции (ст. 5 УПК РФ). Судебный приговор является окончательным ответом на основной вопрос дела, ставший предметом судебного рассмотрения.
Только по приговору суда подсудимый может быть признан виновным в совершении преступления, что является одной из процессуальных гарантий прав и интересов гражданина, обвиняемого в совершении преступления, так как вопросы виновности и наказания не должны решаться никаким другим органом, кроме суда, и никаким другим процессуальным актом, кроме приговора.
Приговор выносится от имени государства и в отношении обязательности исполнения приравнивается к закону, основываясь на тех доказательствах, которые были рассмотрены в судебном заседании.
Постановление приговора — акт применения права. Только на основе приговора государство может реализовать уголовно-правовую санкцию и тем самым защитить личность, общество, государство от преступных посягательств.

## Приговор в России

### Свойства вступившего в силу приговора суда
- общеобязательность — его решения обязательны для всех без исключения органов государственной власти, органов местного самоуправления, общественных объединений, должностных лиц, других физических и юридических лиц (ст. 392 УПК РФ)
- исключительность — это свойство приговора вытекает из положений ст. 20 Конституции РФ и Международного пакта о гражданских и политических правах, ст. 14
- неизменность, при которой если приговор вступил в законную силу, он должен исполняться в том виде, в котором он предписан.
- законность, обоснованность и справедливость.

Приговор признается таковым, если он постановлен в соответствии с требованиями УПК и основан на правильном применении уголовного закона (ст. 297 УПК РФ):
- законность приговора состоит в том, что его содержание (сделанные в приговоре выводы, приведённые в нём суждения), порядок постановления, структура должны соответствовать нормам уголовно-процессуального права, а также нормам иных отраслей права, если они должны быть применены по конкретному уголовному делу (например, квалификация деяния, вопросы гражданского иска).
- обоснованность приговора означает соответствие выводов суда в приговоре фактическим обстоятельствам дела, установленным в ходе судебного разбирательства.
- приговор суда должен быть справедливым. Только такой приговор, которым дело разрешено правильно по существу, осуждён действительно виновный человек и вина его доказана, может быть воспринят как справедливый. Но справедливость приобретает и относительно самостоятельное значение в вопросе о наказании осуждённого. В большинстве статей УК РФ санкции предоставляют суду альтернативу выбора того или иного вида наказания, а также определение в пределах, установленных законом, размера наказания. И хотя любое наказание в этих пределах формально будет соответствовать закону, суд обязан назначить не любое, а именно справедливое для данного случая наказание.

### Виды приговоров

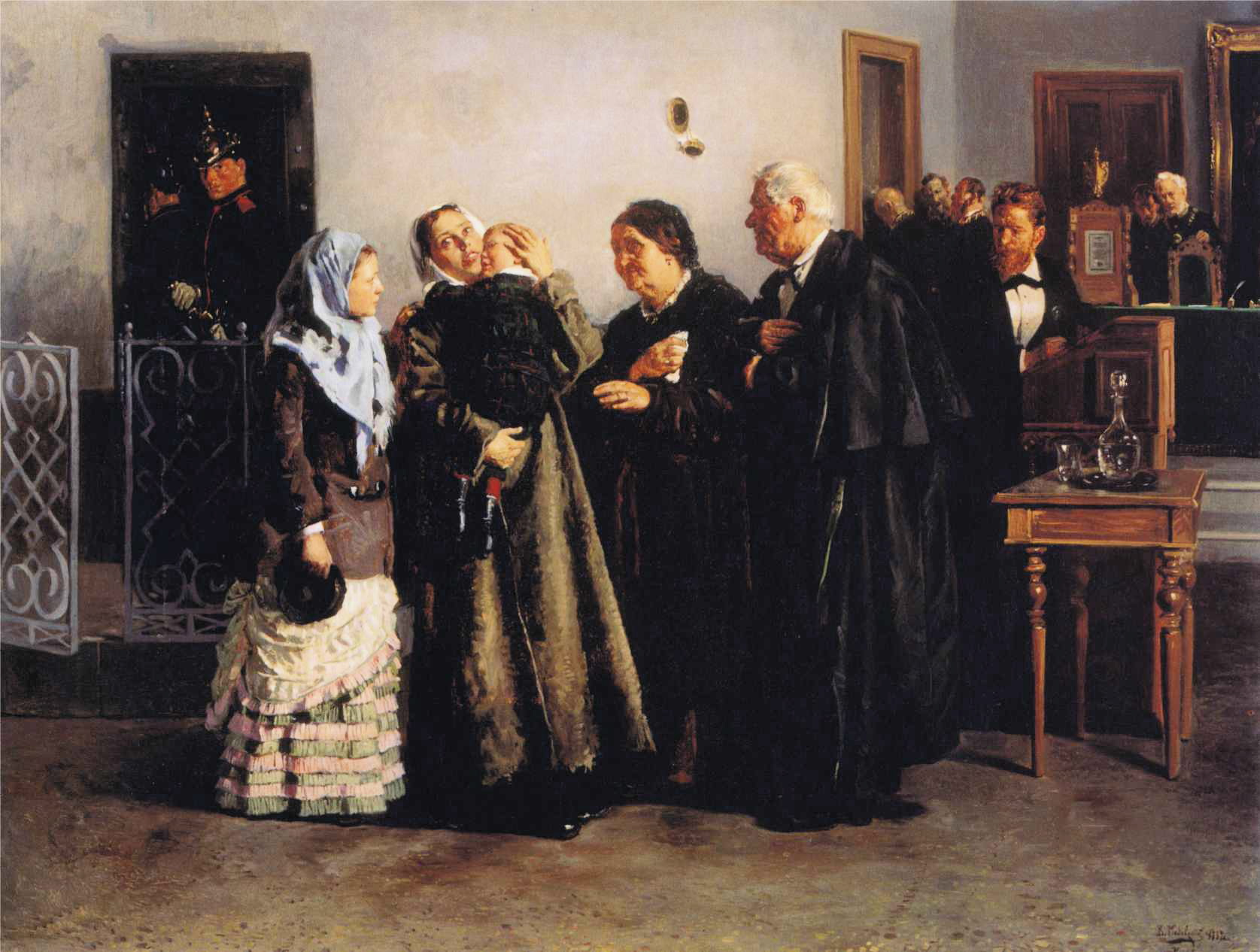
Маковский В. Е. Оправданная (1882)

Обвинительный приговор с назначением наказания, подлежащего отбыванию осуждённым (п. 1 ч. 5 ст. 302 УПК). Данный вид приговора выносится при наличии доказанной в ходе судебного разбирательства виновности лица, при отсутствии сомнений и противоречий, то есть тогда, когда суд утвердительно ответит на вопросы, перечисленные в (п. 1-7 ст. 299 УПК). При этом, постановляя такой приговор, суд должен точно определить вид наказания, его размер и начало исчисления срока отбывания (ч. 7 ст. 302 УПК);
Обвинительный приговор без назначения наказания (п. 3 ч. 5 ст. 302 УПК РФ). Такой приговор постановляется в случае, если издан акт об амнистии, исключающий назначение наказания за это преступление, либо в связи с истечением сроков давности (ст. 83, 84 УК РФ)
Обвинительный приговор с назначением наказания и отсрочкой его исполнения. Он постановляется при наличии одного из следующих оснований:
1. болезнь осуждённого, препятствующая отбыванию наказания, — до его выздоровления
2. беременность осуждённой или наличие у неё малолетних детей — до достижения младшим ребёнком возраста четырнадцати лет (данное положение распространяется и на мужчин, являющихся единственными родителями в семье), за исключением осуждённых к лишению свободы на срок свыше пяти лет за тяжкие и особо тяжкие преступления против личности (ст. 82 УК РФ).
3. тяжкие последствия или угроза их возникновения для осуждённого или его близких родственников, вызванные пожаром или иным стихийным бедствием, тяжёлой болезнью или смертью единственного трудоспособного члена семьи, другими исключительными обстоятельствами, — на срок, установленный судом, но не более шести месяцев (ч. 1 ст. 398 УПК РФ, ст. 81 УК РФ).

Подавляющее большинство приговоров, выносимых российскими судами, являются обвинительными.
 
Оправдательный приговор выносится в случае признания подсудимого невиновным и влечет за собой его реабилитацию в порядке, установленном главой 18 УПК РФ. При постановлении оправдательного приговора суд обязан разъяснить оправданному право на реабилитацию.
Согласно части 2 ст. 302 Уголовно-процессуального закона оправдательный приговор постановляется в случаях, если:
1. не установлено событие преступления;
2. подсудимый не причастен к совершению преступления;
3. в деянии подсудимого отсутствует состав преступления;
4. в отношении подсудимого коллегией присяжных заседателей вынесен оправдательный вердикт.

### Структура приговора
- Вводная часть (указывается дата и место постановления приговора, наименование суда, постановившего приговор, состав суда, данные о секретаре судебного заседания, об обвинителе, о защитнике, потерпевшем, гражданском истце, гражданском ответчике и об их представителях, уголовный закон, предусматривающий преступление, в совершении которого обвиняется подсудимый (пункт, часть, статья))
- Описательно-мотивировочная часть:
  - обвинительного приговора (ст. 307 УПК РФ)
  - оправдательного приговора (ст. 305 УПК РФ)
- Вывод о виновности или невиновности
- Резолютивная часть (содержит решения, окончательно принимаемые судом по вопросу о виновности или невиновности подсудимого, наказании и другим вопросам, связанным с завершением производства по делу):
  - обвинительного приговора (ст. 308 УПК РФ)
  - оправдательного приговора (ст. 306 УПК РФ)